# 5e congresdistrict van Alabama

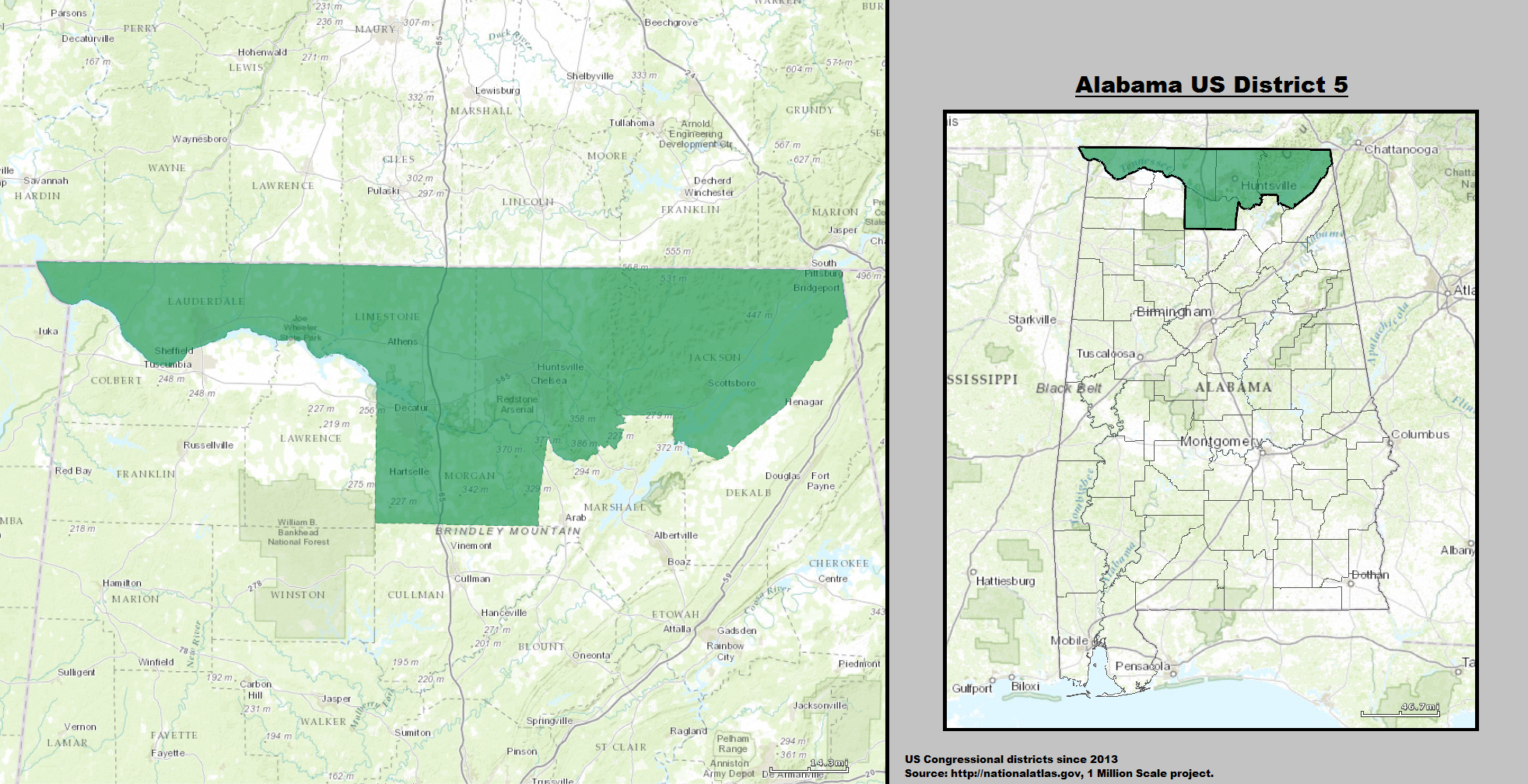
De locatie van het district in de staat Alabama.

Het 5e congresdistrict van Alabama is een kiesdistrict voor het Amerikaanse Huis van Afgevaardigden. Sinds 3 januari 2011 is Republikein Mo Brooks de afgevaardigde voor het district.

## Presidentsverkiezingen
| Jaar | Resultaten                          | Winnende partij | Winnende partij      |
| ---- | ----------------------------------- | --------------- | -------------------- |
| 2000 | George W. Bush 54% - Al Gore 44%    |                 | Republikeinse Partij |
| 2004 | George W. Bush 60% - John Kerry 39% |                 | Republikeinse Partij |
| 2008 | Barack Obama 38% - John McCain 61%  |                 | Republikeinse Partij |
| 2012 | Mitt Romney 64% - Barack Obama 35%  |                 | Republikeinse Partij |
| 2016 | Donald Trump - Hillary Clinton      |                 | Republikeinse Partij |